# Philip Anders Trendelenburg
Philip Anders Trendelenburg, född 28 februari 1791 i Malmö, död 18 januari 1824 i Stockholm, var en svensk läkare.
Philip Anders Trendelenburg var son till Caspar Trendelenburg i hans andra gifte. Han blev student vid Lunds universitet 1807 samt 1809 filosofie kandidat och 1811 filosofie doktor där. Redan innan hade han då börjat läsa medicin. Efter studier i Stockholm och tjänstgöring vid sjukhusen där återvände han 1812 till Lund, där han samma år disputerade och avlade examina. 1813 blev han kirurgie magister och medicine doktor i Lund. Han var fattigläkare i Maria församling 1812–1813 och bataljonsläkare vid Livgardet till häst 1813–1817, följde som sådan svenska armén i krig i Tyskland och Norge, blev 1816 tillförordnad adjunkt i obstetrik och 1818 ombudsman i Sundhetskollegium och var 1820–1822 läkare vid Strandbergska inrättningen.